# Laguna de San Benito
La Laguna de San Benito es una laguna endorreica española ubicada en los términos municipales de Ayora (Valencia) y Almansa (Albacete).

## Datos
Esta laguna era permanente hasta el siglo XIX, en que fue desecada por un canal de drenaje de unos 8 km que llega hasta el río Reconque. En la actualidad, el drenaje está fuera de servicio y la laguna se comporta como una laguna temporal que se llena cuando hay lluvias importantes y se seca cuando faltan estas. Las últimas ocasiones en que se vio llena fue tras las intensas tormentas de 1956, posteriormente desde noviembre de 1984, agosto de 1986, noviembre de 1987 y recientemente en agosto de 2015.

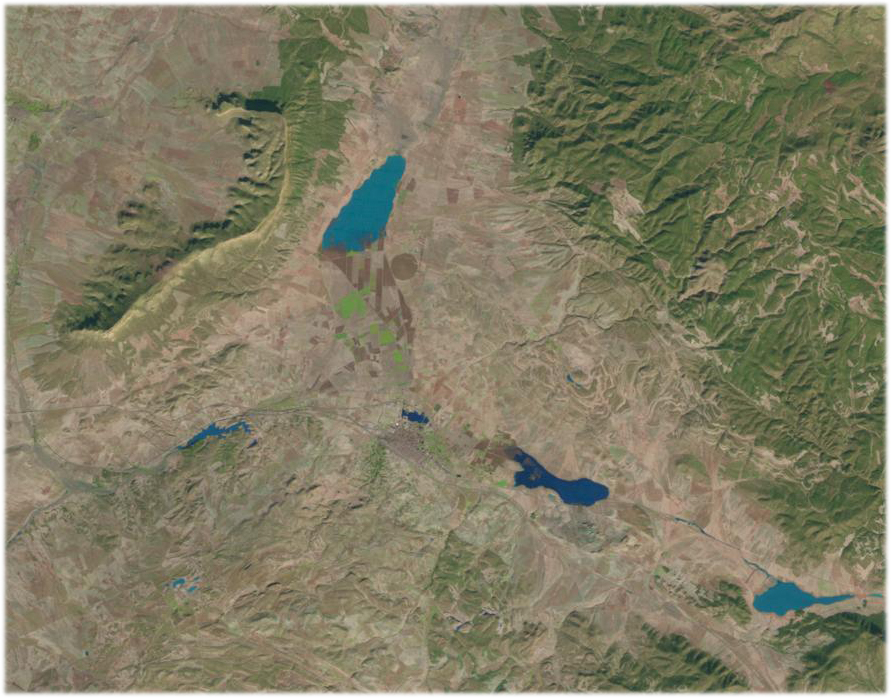
Vista desde Landsat 5

 En la imagen lateral tomada desde el espacio el 25 de noviembre de 1984 por el Landsat 5, se puede observar una vista en falso color de la laguna (centro superior) y otras zonas inundadas durante las extraordinarias lluvias del 11 y 12 de noviembre de 1984, observándose el pantano de Almansa lleno (a la izquierda de Almansa), la zona del instituto de Almansa inundada (al norte del castillo) y los llanos hacia el este encharcados todavía.
La extensión máxima de la laguna se cifra en torno a las 500 hectáreas, y su cuenca hidrológica es la perteneciente a la Rambla de Belén, su tributario principal, y a las laderas de El Mugrón y el Arciseco. Su altitud es de 670 m s. n. m.
Está incluida en el Catálogo de zonas húmedas de la Comunidad Valenciana, y también se incluye en el LIC Sierra de El Mugrón de la Red Natura 2000.